# جایزه فرهنگی اسپرانتوی آلن

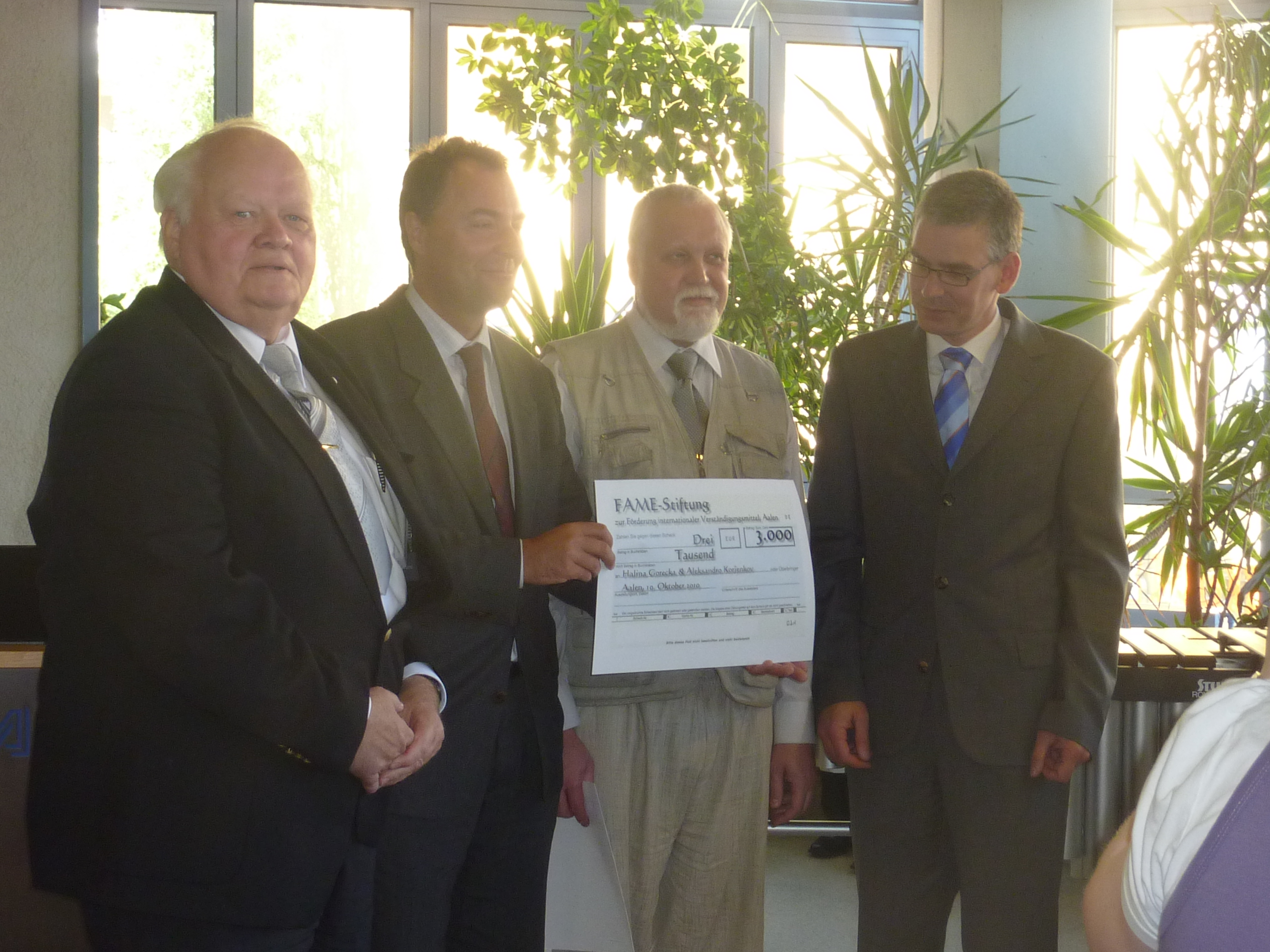
اهدای جایزهٔ فامه به الکساندر کورژنکوف در سال ۲۰۱۰

جایزهٔ فرهنگی اسپرانتوی آلن یا جایزهٔ فامه (به اسپرانتو: La Alena Esperanto-Kulturpremio aux FAME-premio) جایزه‌ای است که از سال ۱۹۸۸ توسط فرانتس آلوئیس مینرز (به آلمانی: Franz Alois MEINERS) برای قدردانی از اقداماتی که در جهت پیش برد تفاهم بین‌المللی انجام می‌شوند، ابداع گردید.
اهدای این جایزه هم‌راه با اعطای ۳۰۰۰ یورو است.
این جایزه نخستین بار در سال ۱۹۹۰ (برای دو بار) و سپس (عموماً) هر دو سال یک‌بار اهدا گردیده است. جایزهٔ فامه طی مراسم «جشن جایزهٔ فرهنگی»، که توسط بنیاد فامه، گروه اسپرانتوی آلن و شهرداری آلن (که کتاب‌خانهٔ اسپرانتوی آلمان نیز در آن جای دارد)، برگزار می‌گردد، اهدا می‌شود.

## تاریخچه

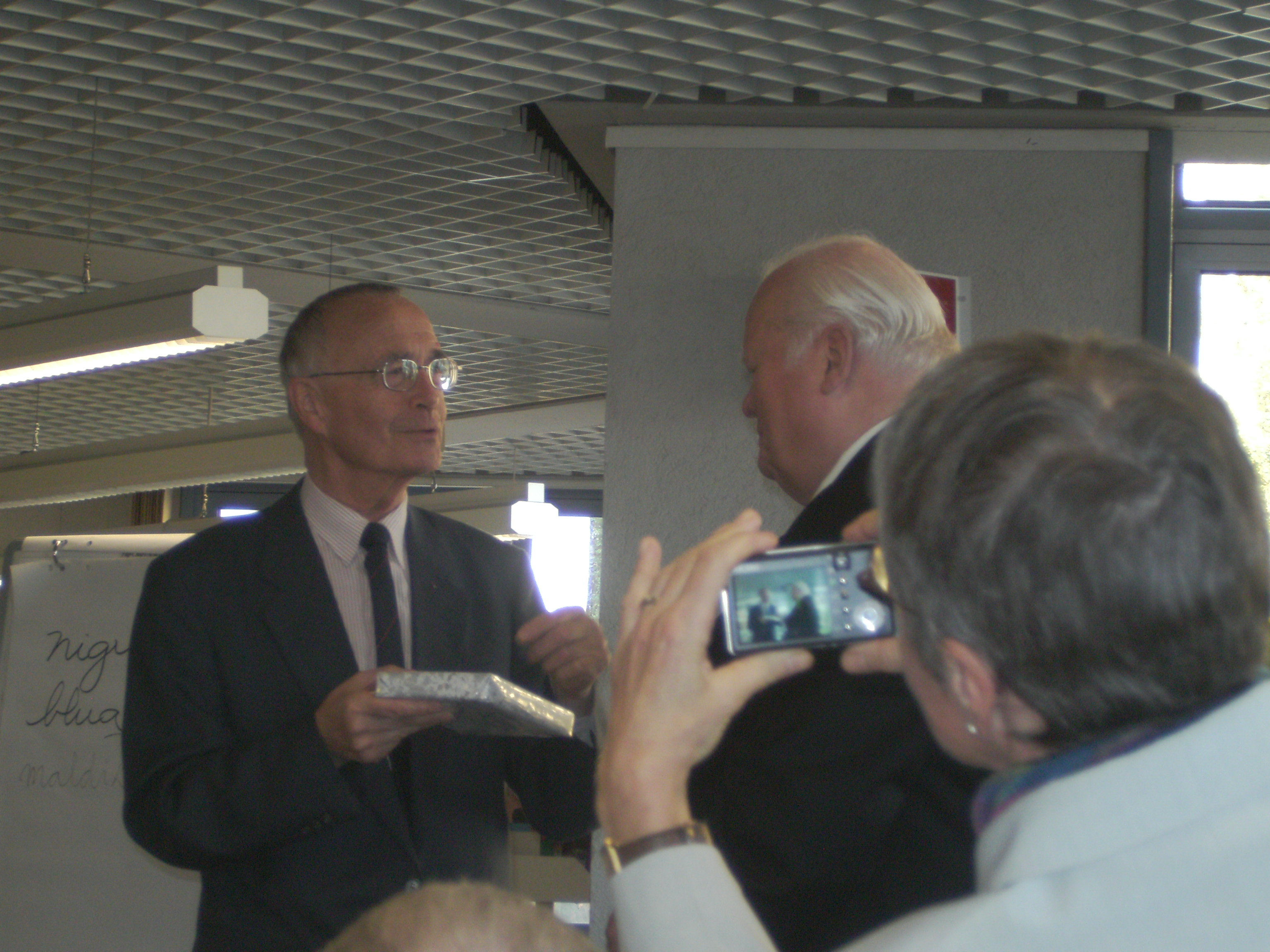
اد بورسبوم (Ed Borsboom)، مدیر انستیتوی بین‌المللی اسپرانتو - که جایزهٔ فامهٔ ۲۰۰۸ را از آن خود ساخت - در حال تشکر از اهداکنندگان هم‌راه با تقدیم کتابی که به تازگی توسط این انستیتو منتشر گردیده بود.

در سال ۱۹۸۸ فرانتس آلوئیس مینرز (به آلمانی: Franz Alois MEINERS) بنیاد فامه (به اسپرانتو: FAME-fondaĵo) را به‌منظور حمایت از «ایجاد تفاهم بین مردمان، کمک به توسعه‌دادن علم، پژوهش، جوانان و فرهنگ» تأسیس کرد. مشهورترین اقدام این بنیاد اهدای جایزهٔ فامه است که به‌صورت دوسالانه و در سطح بین‌المللی اهدا می‌گردد.
شهر آلن به‌دلیل حمایت آن از جنبش اسپرانتو و روابط خوب مقامات آن با گروه اسپرانتوی آلن برای اهدای این جایزه انتخاب گردید. به همین دلیل، کتاب‌خانهٔ اسپرانتوی آلمان نیز در سال ۱۹۸۹ به این شهر منتقل شد.

## برندگان این جایزه
- ۲۰۱۴ - اوتو مایر (Utho Maier) و کارل هاینتس شفر (Karl Heinz Schaeffer)[۱]
- ۲۰۱۲ - فلورال مارتورل (Floréal Martorell)
- ۲۰۱۰ - الکساندر کورژنکوف (Aleksander Korĵenkov) و هالینا گورکا (Halina Gorecka) (زوج اسپرانتیست)
- ۲۰۰۸ - مؤسسهٔ بین‌المللی اسپرانتو (Internacia Esperanto-Instituto)[۲]
- ۲۰۰۶ - مرکز بین‌فرهنگی هرتسبرگ (Interkultura Centro Herzberg)[۳]
- ۲۰۰۴ - کایتو (Kajto) (گروه موسیقی اسپرانتیسیت)
- ۲۰۰۲ - آدورو (ADORU): آدولف بورکهارت (Adolf Burkhardt)، برنارد ایچکورن (Bernhard Eichkorn) و آلبرت کروننبرگر (Albrecht Kronenberger)
- ۲۰۰۰ - ویلیام الد (William Auld)
- ۱۹۹۸ - مارجری بولتن (Marjorie Boulton)
- ۱۹۹۶ - فونتو (Fonto) (ناشر اسپرانتیک)
- ۱۹۹۴ - هرولدو د اسپرانتو (Heroldo de Esperanto) (روزنامهٔ اسپرانتو) و اسپومنکا اشتیمتس (Spomenka Štimec) (نویسندهٔ اسپرانتیست) (دو برنده)
- ۱۹۹۳ - ریچارد شولتز (Richard Schulz) و برونو وگلمن (Bruno Vogelmann) (دو برنده)
- ۱۹۹۱ - ایتو کانزی (Ito Kanzi) اسپرانتیست ژاپنی (دومین اهدای جایزهٔ فامه در برگن)
- ۱۹۹۱ - مرکز فرهنگی اسپرانتودانان (Kultura Centro Esperantista) در فرانسه (نخستین اهدای جایزهٔ فامه در آلن به کلود گاکوند Claude Gacond)

## Fontoj, notoj
1. ↑  «retejo pri la premio de 2014». بایگانی‌شده از اصلی در ۳۱ دسامبر ۲۰۱۳. دریافت‌شده در ۳ ژانویه ۲۰۱۶.
2. ↑  retejo de urbo Aalen, 09.[پیوند مرده]
3. ↑  «retejo de urbo Aalen, 16». بایگانی‌شده از اصلی در ۱۶ نوامبر ۲۰۱۰. دریافت‌شده در ۳ ژانویه ۲۰۱۶.